# Lluïsa Dalmau i Falç
Lluïsa Dalmau i Falç (Montbrió del Camp, 20 de juny de 1774 - Vallbona de les Monges, 14 de desembre de 1853) fou abadessa del monestir de Santa Maria de Vallbona de les Monges entre 1815 i 1853, data de la seva mort.

## Biografia
Filla de Domènec Dalmau i Bargalló i de Maria Francesca Falç i Roger. Va entrar al monestir de Vallbona de les Monges de molt jove ja que des de l'octubre de 1789 ja vestia l'hàbit religiós, amb tan sols quinze anys. Al 1815, quan en tenia 40, en va ser nomenada abadessa. Procedia d'una família noble, i la seva humilitat i senzillesa la van caracteritzar tota la vida. El juny de 1825 va implantar la vida comunitària al monestir. Amb aquesta iniciativa controlava la vida de les religioses, que fins llavors vivien en cases particulars, i es tornava al primitiu sentit de vida comuna i de pobresa. L'enclaustrament obligà a crear un nou edifici per a les noies joves que hi volien ingressar.
El seu abadiat va ser força difícil, ja que la seva vida es va veure zigzaguejada pels esdeveniments polítics i socials que van marcar la història de Catalunya fins a la segona meitat del segle xix. Poc després d'esclatar la primera guerra carlina (1733-40), les monges de Vallbona es veieren obligades a deixar el convent. El perill que corrien les religioses va portar Lluïsa Dalmau, el 1835, a repartir-les en diferents pisos i a refugiar-se a Sitges, a l'espera que els ànims antireligiosos es calmessin. Sis mesos més tard de la sortida, reagrupà la seva comunitat i tornà a Vallbona, però la tranquil·litat no duraria gaire.
La desamortització de 1837, el període progressista de 1839-1843 i la segona guerra carlina (1846-1849) van traspassar els murs de Vallbona. Amb el seu tarannà noble i conciliador, però al mateix temps ferm, va poder defensar el monestir de les colles de revolucionaris que pretenien cremar-lo o saquejar-lo. El seu saber fer i el seu esperit conciliador la van convertir en una de les abadesses més respectades de Vallbona. Exercí el càrrec fins a la seva mort, ocorreguda el 1853, després de trenta-vuit anys d'abadiat. La seva tomba està al cor de l'església del monestir.